# Ilan Ben-Dov

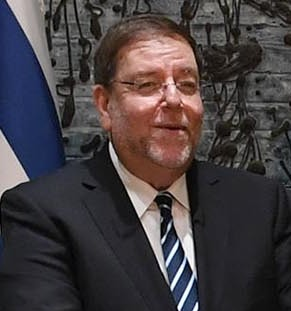
Ilan Ben-Dov (2018)

Ilan Ben-Dov (* 24. Juni 1959 in Israel) ist ein israelischer Diplomat.

## Werdegang
An der Bar-Ilan-Universität erhielt Ben-Dov einen Bachelor in Politikwissenschaften, Soziologie und Anthropologie und an der Hebräischen Universität Jerusalem einen Master in Internationalen Beziehungen. Zudem studierte er an der Universität Wien Politikwissenschaften und Internationale Beziehungen.
1986 begann Ben-Dov als Foreign Ministery Cadet in der Trainingsabteilung des israelischen Außenministeriums. Dem folgten bis 1990 Positionen in der Nordamerika-, der Kultur- und Wissenschafts- und der Abteilung für die Vereinten Nationen und internationale Organisationen. Zwischen 1990 und 1995 war Ben-Dov dann zweiter, beziehungsweise erster Sekretär in der israelischen Botschaft in Bonn. Dann kehrte er nach Israel zurück und arbeitete bis 1998 in der Abteilung Westeuropa des Außenministeriums. 1998 wurde Ben-Dov Minister-Counsellor und Charge d’Affaires in der Botschaft in Wien. 2002 übernahm er das Amt des Bürodirektors für Information und Internet in der Abteilung für Medien und öffentliche Angelegenheiten im Außenministerium. Am 29. August 2005 übergab Ben-Dov seine Akkreditierung an Singapurs Präsident Sellapan Ramanathan und folgte damit Itzhak Shoham als Botschafter Israels in Singapur, der auch für Osttimor zuständig ist. 2009 gab Ben-Dov das Amt weiter an Amira Arnon.

## Sonstiges
Ben-Dov ist verheiratet und hat drei Kinder. Er spricht Hebräisch, Englisch und Deutsch.